# 東日本大震災復興宝くじ
東日本大震災復興宝くじ（ひがしにほんだいしんさいふっこうたからくじ）は、2011年に発生した東日本大震災の被災11自治体が発売元となって、同年に日本全国で発売された宝くじである。7月30日から11日間発売され、収益金の全額を被災地の復興対策事業に当てられる。なおこの他、東京都が発売した「東日本大震災復興東京都宝くじ」、支援するための協賛くじ「東日本大震災復興支援グリーンジャンボ宝くじ」も発売された。

## 概要
震災復興支援を目的とした「復興宝くじ」としては、1995年の阪神・淡路大震災、2004年の新潟県中越地震（くじの発売は翌2005年）の復興くじが過去に発売されており、このくじが3例目である。
日本全国で発売された宝くじであるが、「全国自治」を目的としたくじではないため、正式名称は『第XXX回全国自治宝くじ』ではない。また、発売元こそ東北・関東地方を中心とした自治体ではあるものの、「ブロック自治」の目的でもないため、『第XXXX回関東・中部・東北自治宝くじ』とはならない。従って表題通り『東日本大震災復興宝くじ』が正しい表記である。
- 発売元
  - 9都道府県：青森県 - 岩手県 - 宮城県 - 福島県 - 茨城県 - 栃木県 - 千葉県 - 新潟県 - 長野県
  - 2政令指定都市：仙台市 - 千葉市
- 発売価格：1枚200円（非課税）
- 発売地域：日本全国
- 発売総額：300億円
- 発売期間：2011年7月30日 - 同年8月9日
- 抽せん日：2011年8月11日
- 抽せん会場：仙台市青年文化センター コンサートホール（宮城県仙台市青葉区旭ケ丘3-27−5）
- 当せん金支払期間：2011年8月16日 - 2012年8月15日
- 主な当せん金
  - 1等 - 30,000,000円
  - 1等の前後賞 - 各10,000,000円
（以下割愛、当せん金は非課税だが、末等は下1桁ではなく、2桁だった。）
- 売上：98億円（当選金：41億円、経費：16億円、収益：41億円）[1]

発売元の1自治体である福島県の出身であり、同時期に宝くじのイメージキャラクターを務めていた西田敏行が新聞、テレビCM等の広告媒体に出演した。